# Графиняна
Графиня̀на (на италиански: Graffignana, на западноломбардски: Grafignana, Графиняна) е малко градче и община в Северна Италия, провинция Лоди, регион Ломбардия. Разположено е на 67 m надморска височина. Населението на общината е 2671 души (към 2015 г.).